# Marcella Pattyn
Marcella Pattyn (Thysville (Congo Belga), 18 de agosto de 1920; Cortrique, 14 de abril de 2013) fue la última beguina tradicional.

## Trayectoria
Pattyn nació en el Congo Belga en 1920, y quiso unirse a una orden misionera desde una edad temprana. Sin embargo, fue rechazada por varias órdenes porque estaba casi ciega. Fue aceptada en el Beaterio de Santa Isabel en Sint-Amandsberg, Gante en 1941. Tenía talento musical y tocaba el órgano, el banjo y el acordeón.
Se mudó a la sede de las beguinas de Santa Elisabeth en Kortrijk en 1960, donde se convirtió en una beguina y formó parte de una comunidad de nueve mujeres beguinas. Ella fue la última en unirse a esta comunidad.
En su 91 cumpleaños, como ya se sabía que era la última beguina, el alcalde de Cortrique, Stefaan De Clerck, que fue ministro de justicia de Bélgica dijo:
"Eres una pieza del patrimonio mundial. ¡No puedes irte todavía! "-Stefaan De Clerck
Murió el 14 de abril de 2013 a la edad de 92 años y fue enterrada en el cementerio de St. John en Kortrijk el 19 de abril de 2013, en la capilla, bajo la bóveda, de las beguinas.